# Mansour bin Zayed Al Nahyan
Mansour bin Zayed bin Sultan bin Zayed bin Khalifa Al Nahyan, thường được biết đến với tên Sheikh Mansour sinh ngày 20/11/1970, là Phó Thủ tướng Các Tiểu Vương quốc Ả Rập Thống nhất và nổi tiếng với vai trò Chủ tịch của câu lạc bộ bóng đá Manchester City sau khi mua lại câu lạc bộ này vào năm 2008, với giá 210 triệu bảng Anh, từ tay cựu thủ tướng Thái Lan - Thaksin Shinawatra..
Sheikh Mansour và biến đội bóng thành phố Manchester từ CLB trung bình yếu trở thành thế lực mới của giải Ngoại hạng Anh. Nhờ 1 tỷ bảng của Sheikh Mansour và quỹ đầu tư của ông, Manchester City giành 4 danh hiệu vô địch Ngoại hạng Anh, 2 FA Cup và 5 Cúp Liên đoàn Anh.

## Xuất thân
Tỷ phú Sheikh Mansour sinh năm 1970, là thành viên Hoàng gia Al Nahyan của tiểu vương quốc Abu Dhabi, con trai thứ 5 trong 19 người con của cha đẻ sáng lập ra Các tiểu vương quốc Ả-rập thống nhất (UAE) - cố tổng thống Zayed bin Sultan Al Nahyan. Tài sản của Sheikh Mansour ước tính khoảng 20 tỷ USD.

## Hoạt động

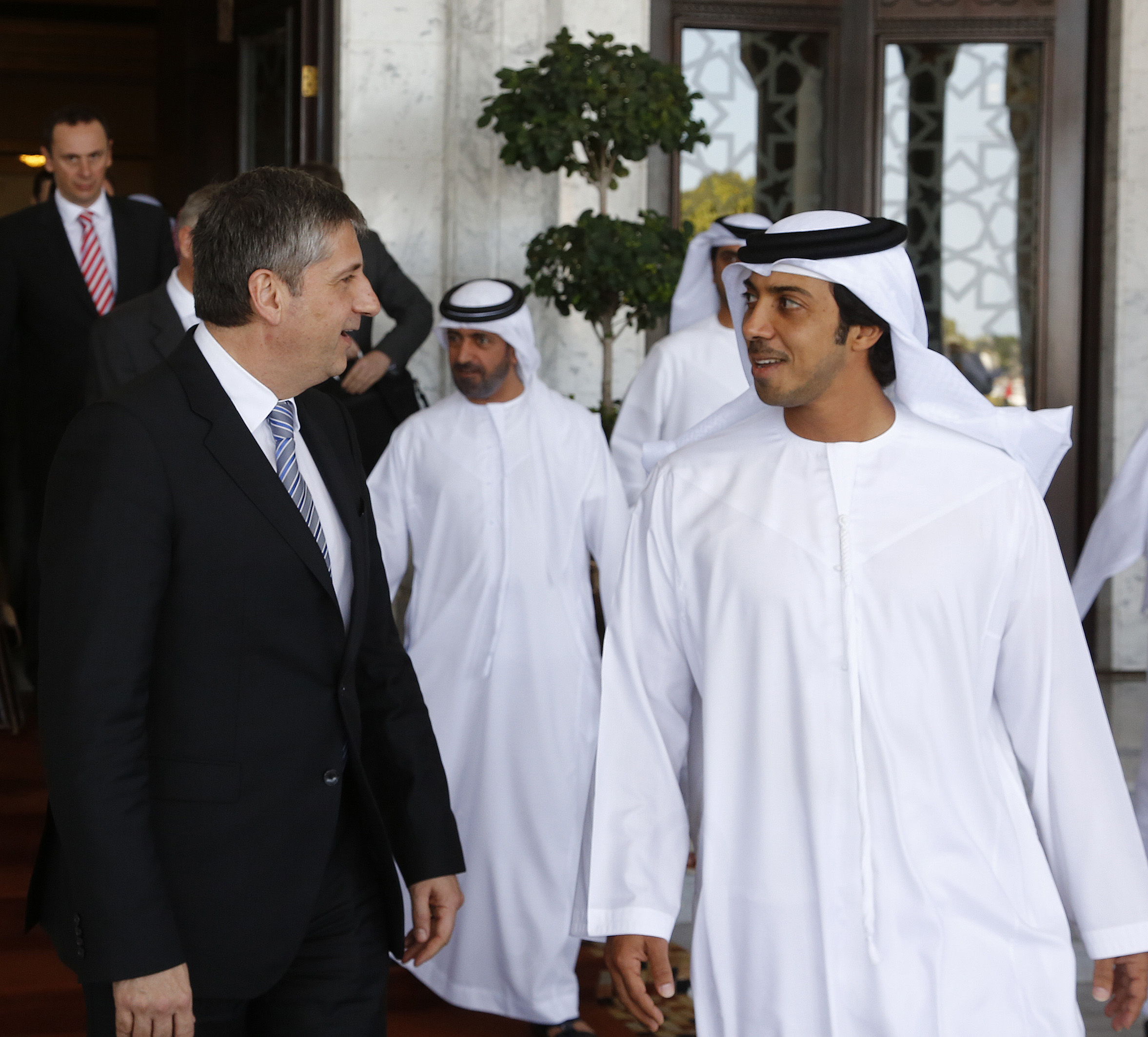
Sheikh Mansour (bên phải), ảnh ngày 13/02/2013

Hiện tỷ phú Sheikh Mansour giữ chức vụ Phó Thủ tướng UAE, Bộ trưởng các vấn đề lãnh đạo UAE và là Chủ tịch Công ty Đầu tư Dầu mỏ quốc tế của Abu Dhabi. Sheikh Mansour rất chú tâm vào công việc kinh doanh.
Năm 2009, Chủ tịch của CLB Manchester City đầu tư 260 triệu USD, sở hữu 32% cổ phần của Virgin Galactic, startup vũ trụ đưa hành khách lên không gian. Ông cũng có 9,1% cổ phần trong Daimler, công ty mẹ của Mercedes-Benz. Công ty đầu tư truyền thông của Mansour thành lập kênh Sky News Arabia và tờ báo tiếng Anh mang tên The National.
Sheikh Mansour thiết lập tầm ảnh hưởng sâu rộng trong làng thể thao. Ngoài bóng đá và đua xe, ông còn là Chủ tịch Hiệp hội đua ngựa UAE và là cũng là nhà bảo trợ cho giải đua ngựa Zayed International Half Marathon được tổ chức hàng năm tại Abu Dhabi. Không chỉ đầu tư hơn 1 tỷ bảng Anh vào Man City, Sheikh Mansour còn sở hữu toàn bộ hoặc 1 phần ở hàng loạt đội bóng trên thế giới: New York City FC - Mỹ, Melbourne City - Úc, Yokohama F.Marinos - Nhật Bản, Atletico Torque - Uruguay, Al-Jazira SCC (UAE) và Girona - Tây Ban Nha. Tập đoàn City Football Group của Sheikh Mansour đang muốn mở rộng tầm ảnh hưởng của mình bên trong châu Âu và châu Phi.

## Cuộc sống xa hoa
Năm 2016, Sheikh Mansour bỏ hơn 54 triệu USD mua 20,000 mẫu đất ở Los Quintos de San Martin, phía nam Tây Ban Nha, giáp biên giới Bồ Đào Nha. Gia đình ông sở hữu và sinh sống ở khách sạn cung điện The Emirates Palace, một khách sạn 7 sao tọa lạc tại Abu Dhabi. Khách sạn 7 sao này hoàn thành năm 2005 với 394 phòng, bao gồm 92 dãy và 22 căn hộ lớn, được dát vàng và lát đá cẩm thạch đắt tiền.

Huy hiệu hoàng gia Nhà Al Nahyan của Abu Dhabi

Có một chi tiết thú vị, khá nhiều cảnh cảnh trong bộ phim bom tấn Fast and Furious 7 được quay tại The Emirates Palace.
Du thuyền Topaz của Sheikh Mansour được đóng với giá 416 triệu USD và bây giờ nó được định giá 520 triệu USD. Siêu du thuyền Topaz cao đến 8 tầng, dài 144 mét, có 2 sân đỗ trực thăng, 1 bể sục, 3 bể bơi, 1 rạp chiếu phim và là một trong những du thuyền lớn nhất thế giới. Hồi năm 2014, Mansour từng đem chiếc du thuyền này cho tài tử điện ảnh người Mỹ - Leonardo DiCaprio mượn để tổ chức bữa tiệc cùng 21 người bạn.
Sheikh Mansour là người đam mê xe cộ. Ông có một chiếc Lamborghini Reventon (hơn 1 triệu USD), 5 chiếc Bugatti, mỗi chiếc giá 1.3 triệu USD, Ferrari Enzo (3,5 triệu USD) và Porsche 911 GT1 (3,9 triệu USD). Chủ tịch Man City chính là người mang giải đua xe Công thức 1 tới Abu Dhabi và có 5% cổ phần ở Ferrari.
Vợ của Sheikh Mansour hiện tại là Manal bint Mohammed bin Rashid Al Maktoum, sinh ngày 12/11/1977 tại Dubai, hai người kết hôn năm 2005. Bà là một chính trị và thành viên của gia đình cầm quyền - nhà Al Falasi tại Dubai, hiện giữ chức Chủ tịch Tổ chức Phụ nữ Dubai.

## Nhận xét
Khaldoon Al Mubarak, người làm việc lâu năm cho Sheikh Mansour trong nhiều lĩnh vực, đặc biệt là xây dựng Manchester City thành một đế chế, nói về Mansour như sau: "Hoàng thân Mansour là một doanh nhân sắc sảo. Ông ấy có thể tạo ra giá trị từ bóng đá theo cách chưa ai làm được. Những người Abu Dhabi đã dùng tiền bạc làm đảo lộn thế giới bóng đá, buộc các đội phải toàn cầu hóa. City Football Group chính là đại diện cho nền bóng đá tư bản thành công nhất". 